# Ben Barnes

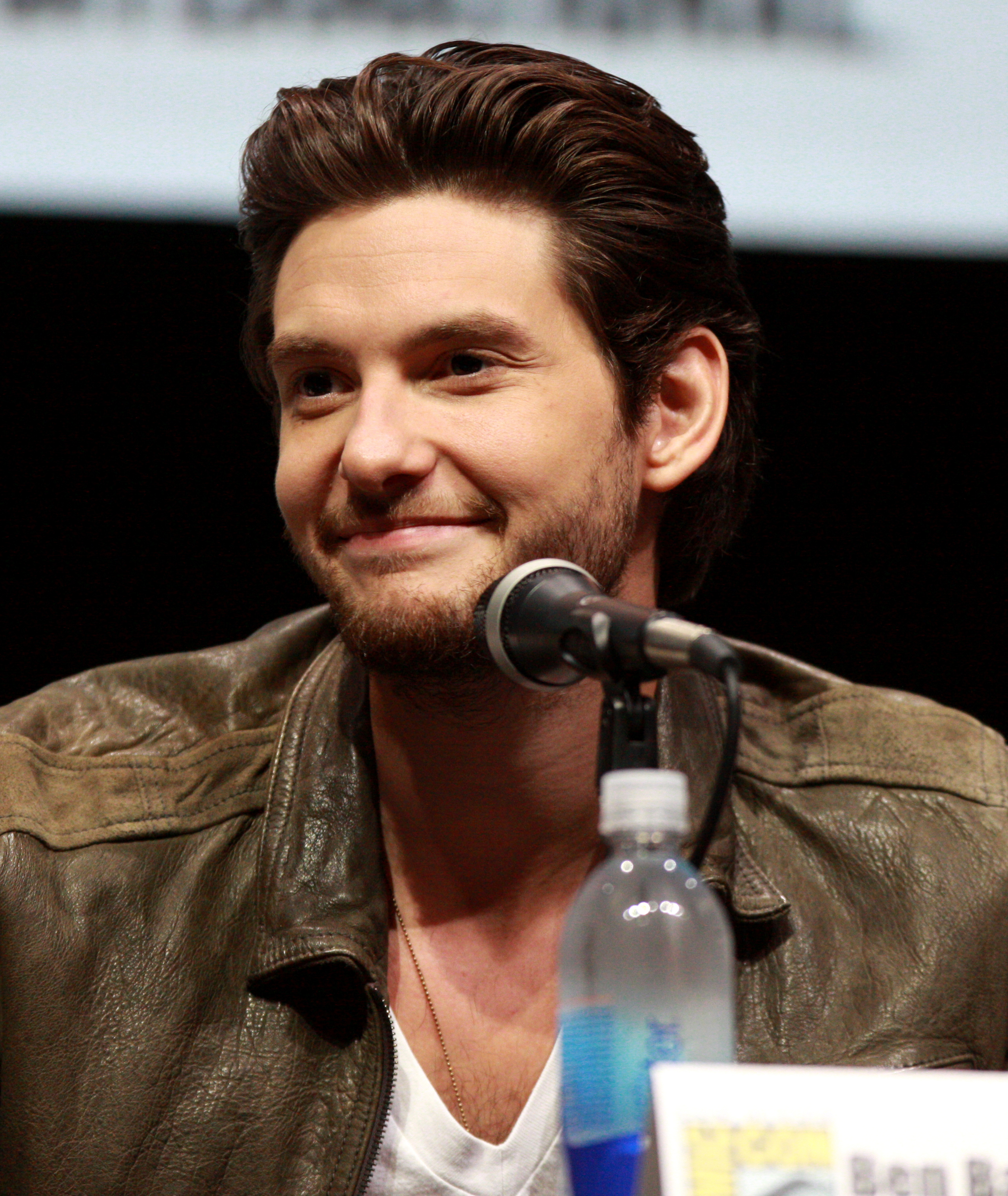
Ben Barnes (2013)

Ben Barnes, właśc. Benjamin Thomas Barnes (ur. 20 sierpnia 1981 w Londynie) – brytyjski aktor teatralny, filmowy i telewizyjny. Odtwórca roli Kaspiana w filmie Opowieści z Narnii: Książę Kaspian i jego kontynuacji.

## Życiorys
Urodził się i wychował w Londynie jako syn Tricii, terapeutki, i Thomasa Barnesa, profesora psychiatrii. Ma młodszego o 3 lata brata – Jacka.
Barnes uczęszczał do King’s College School w Wimbledonie, jednej z dzielnic Wielkiego Londynu. W latach 1997–2003 występował na scenie National Youth Music Theatre, Chocolate Factory, a także w Royal Exchange w Manchester i Kingston Rose Theatre, śpiewał w boysbandzie Hyrise. W 2004 ukończył studia na wydziale anglistyki i dramatu na Kingston University.
Pojawił się po raz pierwszy na małym ekranie w serialu BBC Doktorzy (Doctors, 2006) oraz dramacie telewizyjnym CBS Rozbita decyzja (Split Decision, 2006). Na dużym ekranie zadebiutował w Gwiezdnym pyle (Stardust, 2007).
W 2008 roku wystąpił w Wojnie domowej oraz zagrał tytułową rolę w filmie Opowieści z Narnii: Książę Kaspian. W 2009 roku zagrał tytułowego bohatera w ekranizacji powieści Oscara Wilde’a Portret Doriana Graya w reżyserii Olivera Parkera. Wystąpił w jednej z głównych ról w adaptacji bestsellerowego cyklu książek autorstwa Leigh Bardugo Cień i kość, o tym samym tytule, która pojawiła się w serwisie Netflix 23 kwietnia 2021.

## Filmografia
- 2006: Split Decision jako Chris Wilbur
- 2007: Bigga than Ben jako Cobakka
- 2007: Gwiezdny pył jako młody Dunstan Thorn
- 2008: Opowieści z Narnii: Książę Kaspian jako książę Kaspian
- 2008: Wojna domowa jako John Whittaker
- 2009: Dorian Gray jako Dorian Gray
- 2010: Locked In jako Josh Sawyer
- 2010: Opowieści z Narnii: Podróż Wędrowca do Świtu jako król Kaspian
- 2011: Zabić Bono jako Neil McCormick
- 2012: Między wierszami  jako Młodzieniec
- 2013: Wielkie wesele jako Alejandro Griffin
- 2014: Siódmy syn jako Tom Ward
- 2015: Sons of Liberty jako Sam Adams
- 2016, 2018: Westworld jako Logan
- 2017–2019: Punisher jako Bill Russo
- 2021: Cień i kość (Shadow and Bone) jako generał Kirigan / The Darkling